# Jabalpur
Jabalpur é uma cidade do estado de Madhya Pradesh, na Índia. Localiza-se nas margens do rio Narmada. Tem cerca de 1184 mil habitantes. Designou-se anteriormente Jubbulpore.